# Hanns Ludwig
Hanns Ludwig (Gutschdorf, 6 de Fevereiro de 1921 - KIA, 19 de Janeiro de 1945, Checoslováquia) foi um piloto alemão da Luftwaffe durante a Segunda Guerra Mundial. Voou cerca de 750 missões de combate, nas quais destruiu 85 tanques inimigos, o que fez dele um ás da aviação. Foi morto em combate nos céus da Checoslováquia.